# Julius Svensson
Eric Julius Svensson, född 21 januari 1920 i Vitaby församlingVitaby, Kristianstads län, död 7 oktober 1995 i Malmö, var en svensk målare, grafiker och tecknare.
Svensson var son till jordbruksarbetaren Per Nilsson och Edit Serafia Viktoria Svensson och var från 1952 gift med Greta Elvira Henrietta Offrell. Han studerade konst vid Essem-skolan i Malmö samt för Helge Nielsen 1950–1953. Svensson tilldelades Ellen Trotzigs stipendium från Malmö museum 1958. Separat ställde han ut på bland annat Idoffcentrum i Malmö 1951, SDS-hallen 1956 och i Limhamn. Från 1953 medverkade han ett flertal gånger i Skånes konstförenings utställningar och i utställningar arrangerade av Sveriges allmänna konstförening, på Liljevalchs Stockholmssalonger och i grupputställningar med Arildsgruppen. Hans konst bestod till en början av abstrakta konstruktioner i en konkretistisk anda men han övergick senare till stilleben, porträtt och landskapsmålningar med motiv hämtade från Österlen, Arild och Bornholm. Svensson är representerad vid Malmö museum, Ystads konstmuseum, Smålands museum och Helsingborgs museum.